# Cally Monrad
Ragnhild Caroline Monrad (31 de julio de 1879  – 23 de febrero de 1950), más conocida por su nombre artístico Cally Monrad, fue una actriz, cantante y poetisa noruega. Destacó como cantante de ópera y concierto. Era miembro del partido nazi Nasjonal Samling, y fue directora de teatro en Det Norske Teatret desde 1942 hasta 1945, durante la ocupación alemana de Noruega. Fue sentenciada a un año de cárcel por un delito de traición en 1947.